# Завальнюк Володимир Степанович
Володимир Степанович Завальнюк (нар. 29 вересня 1962, с. Саджавка, Надвірнянський район, Івано-Франківська область) — український актор, режисер, організатор та художній керівник київського театру «Перетворення».

## Життєпис
- З 1969 по 1978 рік навчався в школі села Микуличин Івано-Франківської області (брав активну участь в спортивному житті школи, 5-й клас навчається в Львівському спортінтернаті), після чого повертається в Микуличин, де закінчує 8-й клас.
- З 1978 по 1982 рік — навчання в Дніпропетровському театральному училищі (педагоги зі спеціальності: Яків Самойлович Шидрін і Анатолій Гнатович Москаленко)
- 1982 — актор театру для дітей та юнацтва, м. Суми.
- 1982–1985 — актор Дніпропетровського державного театру ляльок.
- 1982–1984 — служба в Радянській армії.
- 1985–1988 — навчання в студії Державної капели бандуристів України.
- 1988–1992 — актор і режисер Київського державного театру ляльок. Паралельно (1987–1992) — засновник, актор і головний режисер театрів-студій «Товариш», «Театру-студії на Виноградарі» (1990), «Театру-студії на Печерську» та театру-студії «Зерня» (1992) (всі — м. Київ).
- 1992–1994 — фрилансер, працює у низці зарубіжних театрів як актор і режисер.
- 1994–1997 — головний режисер театру-студії «Бенефіс».
- 1997–2000 — викладач театрального мистецтва у Дитячій академії мистецтв (Київ).
- 1997–2004 — головний режисер «Театру під зоряним небом» Київського планетарію.
- 2005–2010 — режисер-постановник у київських театрах «Браво» і «Театріон».
- 2011- по сьогодні — художній керівник, головний режисер Театру Володимира Завальнюка «Перетворення» (Київ).
- з 2021 — режисер-постановник і актор в Закарпатському обласному театрі драми й комедії

Родина
- Брат — Завальнюк Василь Степанович, художник, музикант
- Брат — Завальнюк Іван Степанович, звукорежисер.

## Режисерські роботи
Театр «Бенефіс» (Київ, Україна)
- «Український вертеп» (1992);
- «Маленький принц» А. де Сент-Екзюпері (1993);
- «Саломея» О. Уайльда (1995);
- «Щасливець» В. С. Завальнюк (спектакль для дітей, 1995).

«Театр під зоряним небом» Київського планетарію (Київ, Україна)
- «На полі крові» Леся Українка (1996);
- «Лісова пісня» Леся Українка (1997).

Театр міста Штип (Північна Македонія)
- «За двома зайцями» Михайла Старицького (2001) — македонською мовою;
- «Шельменко-денщик» Григорія Квітки-Основ'яненка (2002) — македонською мовою.

Театр «Театріон» (Київ, Україна)
- «Ах, який я молодець!» (В. С. Завальнюк, за мотивами української народної казки «Колобок») (2005);
- «Душа-русалонька» (за казкою Г. Х. Андерсена, інсценізація В. С. Завальнюка) (2006);
- «Снігова королева» (за казкою Г. Х. Андерсена) Є. Шварца (2007);
- «Кресало» (В. С. Завальнюк, за мотивами казки Г. Х. Андерсена) (2008);
- «Кохання у валізі» Марсель Берк'є-Маріньє (2008);
- «Ризик» Едуардо Де Філіппо (2009).

Театр «Браво» (Київ, Україна)
- «Дорога Памела» Джон Патрік (2009);
- «Кумедний випадок» Карло Ґольдоні (2010);
- «Добрий день, пане Гоген» (історична комедія) Аркадій Ставицький (20011).

Театр Володимира Завальнюка «Перетворення» (Київ, Україна)
2011-2015
- «Саломея» О. Уайльда;
- «На спільнім шляху / Бир ёлу» К. Булкіна;
- «Жанна д'Арк. Дисконт?..» Ж. Ануя;
- «Гамлет» В. Шекспіра;
- «Приборкання норовливої» В. Шекспіра;
- «Великий льох» Т. Шевченка;
- «Третя молитва» Я. Верещака;
- «Король Лір» В. Шекспіра;
- «Маленький принц» А. де Сент-Екзюпері;
- «Український вертеп»
- «Душа-русалонька» (за казкою Г. Х. Андерсена, інсценізація В. С. Завальнюка)
- «Казкове перехрестя» (В. С. Завальнюк, мюзикл про правила дорожнього руху);
- «Вертеп» (В. С. Завальнюк, за мотивами старовинного українського вертепу);
- «Снігова королева» (за казкою Г. Х. Андерсена) Є. Шварца;
- «Кресало» (В. С. Завальнюк, за мотивами казки Г. Х. Андерсена) (2008);
- «Ах, який я молодець!» (В. С. Завальнюк, за мотивами української народної казки «Колобок»);
- «Мандрівка Дощинки» (за казкою О.Ільченка);
- «Про силу характерницьку, татарського богатиря Ахмеда і Грицька Кобилячу смерть» (за казкою Сашка Лірника);
- «Увага… Уява… Казка!» (за мотивами української та кримськотатарської народних казок)
- «Коза-Дереза» (В. С. Завальнюк, за мотивами української народної казки)

## Гастрольна діяльність
- 1992–2000 — гастролі з моновиставою «Український вертеп» в Австрії, Болгарії, Білорусі, Литві, Македонії, Молдові, Німеччині, Польщі, Португалії, Росії, Румунії, Угорщині, Чехословаччині та Швейцарії.
- 2000–2001 — режисер-постановник вистав у драматичному театрі м. Штип (Північна Македонія) — постановки македонською мовою двох п'єс української класики: «За двома зайцями» Михайла Старицького та «Шельменко-денщик» Григорія Квітки-Основ'яненка

## Нагороди
- Диплом ІІ-го Міжнародного фестивалю театрів ляльок «Інтерлялька-92» (За найкращу чоловічу роль.) (Ужгород, Україна, 1992);
- Диплом Міжнародного фестивалю "ONE MAN SHOW "(Театр одного актора) (Молдова, 1999);
- Диплом (1-ше місце) VII Міжнародного фестивалю (Ботошані, Румунія, 2000);
- Диплом Міжнародного незалежного фестивалю моновистав «Відлуння» (Київ, Україна, 2000);
- Диплом ІІ-го Міжнародного фестивалю моновистав «Відлуння» (Київ, Україна, 2001) ;
- Диплом IV Міжнародного фестивалю античних мистецтв «Боспорські агони» (Керч, Україна, 2002);
- Диплом Театрального фестивалю «Театр для душі» (Як художній керівник театру «Театріон».) (Україна) (2010)
- Диплом Другого фестивалю витончених мистецтв «Амплуа» (Київ, Україна, 2004). (Як художній керівник театру «Перетворення»)